# León Binet
León Binet  (Beauchery-Saint-Martin, 11 de octubre de 1891-París, 10 de julio de 1971) fue un  médico francés del siglo XX, especialista en reanimación cardiaca.

## Biografía
León Binet nació de padres maestros el 11 de octubre de 1891 en Beauchery-Saint-Martin, departamento de Sena y Marne, Francia.
Viajó a París a la edad de 17 años y en 1910 ingresó a la Facultad de Medicina de París.
En 1913 inició el internado en un hospital de esa ciudad pero al estallar la Primera Guerra Mundial en 1914 se incorporó al batallón médico de su nación.
Tras permanecer hasta 1916 en el frente, fue destinado a un centro de rehabilitación de mutilados en Grand Palais. 
Finalizada la guerra en 1918 se doctoró con la tesis "Investigaciones acerca de los temblores".
Fue Jefe de un Laboratorio de Medicina Experimental, profesor asociado de Fisiología en la Facultad de Medicina de París (1923), médico de hospital (1925), jefe del Laboratorio de Fisiología (1927), Doctor en Ciencias (1929) con una tesis titulada "El bazo, un órgano de reserva" y profesor pitular de Fisiología en la Facultad de Medicina de París (1931).
Efectuó estudios sobre circulación pulmonar, hemorragia aguda y asfixia. Entre sus innumerables logros profesionales se destaca un respirador artificial que desarrolló con Madeleine Bochet.
Su libro "La anoxemia, sus efectos, su tratamiento", le valió el Premio Montyon de la Academia de Ciencias en 1940.
El 3 de noviembre de 1942 fue designado miembro de la Academia de Ciencias de Francia y en 1957 fue nombrado presidente de la institución.
Fue miembro de la Academia Nacional de Medicina (Francia) y de la Academia Nacional de Cirugía (Francia).
En 1946 se convirtió en el primer decano de la Facultad de Medicina de la Universidad René Descartes-Paris V.
En la década de 1940 fue también médico en jefe en el Hospital Necker, donde fundó un centro de reanimación respiratoria, entonces una nueva disciplina, y hasta 1963 en el de Sainte Florine, donde estableció las bases científicas y clínicas de la gerontología.
El 29 de noviembre de 1959 el alcalde Peurusson lo nombró ciudadano de honor de Saint-Priest-la-Feuille, donde el "el mejor médico en Francia" pasaba sus vacaciones.
En marzo de 1962 fue condecorado por la ciudad de París. Recibió numerosos premios y condecoraciones a lo lago de su carrera, incluyendo la Gran Cruz de la Legión de Honor.
Después de varios meses de enfermedad, falleció el 10 de julio de 1971 en París.
Estaba casado con Anne-Marie Pradeau. Uno de sus hijos, Jacques-Louis Binet (1932) fue profesor de la Facultad de Medicina de la Universidad París VI, jefe del servicio de hematología del hospital Pitié-Salpêtrière (1980-1996), presidente del comité de ética del Pitié-Salpêtrière (1989-1991), presidente de la Fundación de lucha contra la leucemia (1996), secretario adjunto de la Academia Nacional de Medicina (1999).
Un hospital de Provins (Sena y Marne) y el principal anfiteatro del centr universitario de Saints-Pères llevan su nombre.
Entre sus obras, tanto de carácter médico como biológico, se encuentran:
- La Vie de la mante religieuse, 1931
- Scènes de la vie animale, 1933
- Nouvelles scènes de la vie animale, 1934
- Autres scènes de la vie animale. Voyage en Amérique du Sud, 1935
- Les Scènes de la vie animale, 1946
- En marge des congrès, 1939
- Au bord de l'étang, 1939
- Les Animaux au service de la science, 1940
- Cent pas autour de ma maison, biologie de campagne, 1941
- Comment se défend l'organisme, Que sais-je? N°5, 1941
- Problèmes de physiologie comparée (con François Bourlière), 1948
- Feuilles d'hopital. Médecine d'hier, médecine d'aujourd'hui. Recherches sur la physiopathologie de l'appareil respiratoire. Avec de l'eau et du sel. Le soufre auxiliaire de la vie. Le besoin d'oxygène. Un service parisien pendant l'occupation, 1940-1944, Paris, Amédée Legrand,1949
- Au service de la médecine, 1951
- Univers de la biologie, 1951
- Esquisses et notes de travail inédites de Claude Bernard, recueillies et commentées par Léon Binet, 1952
- La faculté de médecine de Paris. Cinq siècles d'art et d'histoire (con Pierre Vallery-Radot), 1952
- Les Curiosités de la vie animale, 1952
- Médecins, biologistes et chirurgiens, 1954
- Le Roman de la mante religieuse, 1954
- Le Roman du moineau, 1955
- La Vie des bêtes sur la terre, dans les airs et dans les eaux, 1955
- Secrets de la vie des animaux, 1956
- Creuse, mon beau pays, 1958
- Ce monde passionnant des oiseaux, 1959
- Leçons de biologie dans un parc, 1961
- Gérontologie et gériatrie. La lutte contre les années, 1961
- Mes oiseaux, 1964
- Mes conseils de santé, 1968